# 아이하라 쇼헤이
아이하라 쇼헤이(일본어: 粟飯原 尚平, 1996년 5월 26일~)는 일본의 축구 선수이다.

## 구단 경력
그는 2019년 J2리그의 FC 기후에 입단했다. 2019년후 J3리그에 강등했다. 2021년까지 66경기에 출전하여, 8득점을 넣었다. 2022년 J2리그의 로아소 구마모토로 이적했다. 2023년까지 60경기에 출전하여, 7득점을 넣었다. 2024년 FC 기후로 복귀했다.